# Плезант Ран (Охајо)
Плезант Ран (енгл. Pleasant Run) насељено је место без административног статуса у америчкој савезној држави Охајо.

## Демографија
По попису из 2010. године број становника је 4.953, што је 314 (-6,0%) становника мање него 2000. године.
| Група             | 2000.         | 2010.         |
| Белци             | 4.630 (87,9%) | 3.891 (78,6%) |
| Афроамериканци    | 405 (7,7%)    | 720 (14,5%)   |
| Азијати           | 101 (1,9%)    | 91 (1,8%)     |
| Хиспаноамериканци | 61 (1,2%)     | 111 (2,2%)    |
| Укупно            | 5.267         | 4.953         |